# Campeonato Sul-Americano de Atletismo Juvenil de 2014
O Campeonato Sul-Americano de Atletismo Juvenil de 2014 foi a 22ª edição da competição de atletismo organizada pela CONSUDATLE, para atletas com até 18 anos, classificados como juvenil. O evento foi realizado em conjunto com o I Grande Prêmio da Juventude Centro-Americana. A maioria das provas ocorreu no Estádio Olímpico Pascual Guerrero, enquanto as provas de arremesso foram realizadas no Estádio Pedro Grajales em Cali, na Colômbia, entre 28 e 30 de novembro de 2014. Contou com a presença de 337 atletas + 77 convidados de 12 nacionalidades + 9 nações convidadas distribuído em 39 provas. 

## Medalhistas
Esses foram os resultados do campeonato.    

### Masculino
| Evento                      | Ouro                                     | Ouro     | Prata                                       | Prata    | Bronze                                  | Bronze   |
| --------------------------- | ---------------------------------------- | -------- | ------------------------------------------- | -------- | --------------------------------------- | -------- |
| 100 metros                  | Jhonny Rentería · Colômbia               | 10.61    | Arturo Deliser · Panamá                     | 10.66    | Jerson Viáfara · Colômbia               | 10.84    |
| 200 metros                  | Arturo Deliser · Panamá                  | 21.11    | Aliffer Júnior dos Santos · Brasil          | 21.30    | Enzo Faulbaum · Chile                   | 21.49    |
| 400 metros                  | Jason Yaw · Guiana                       | 46.79    | Maykon Kennedy do Nascimento · Brasil       | 47.40    | Martín Tagle · Chile                    | 47.67    |
| 800 metros                  | Luiz Fernando Silva Pires · Brasil       | 1:55.68  | Jean Jácome · Equador                       | 1:55.70  | Cristian Castro Samayani · Peru         | 1:56.04  |
| 1 500 metros 1              | Rodrigo Valerio Silva · Brasil           | 3:59.17  | Lucas Rosario da Silva · Brasil             | 4:00.29  | Sebastián Cubides · Colômbia            | 4:00.62  |
| 3 000 metros                | Daniel Ferreira do Nascimento · Brasil   | 8:30.85  | Francisco Javier Albarracín · Colômbia      | 8:46.80  | Hugo Catrileo · Chile                   | 8:47.65  |
| 10 km marcha atlética       | César Augusto Rodríguez · Peru           | 42:39.06 | Pablo Armando Rodríguez · Bolívia           | 44:57.00 | César Alberto Herrera · Colômbia        | 45:50.41 |
| 110 metros barreiras        | Diego Delmónaco · Chile                  | 13.55    | Joshuan Berríos · Colômbia                  | 13.59    | Iago Barbosa da Cunha · Brasil          | 13.70    |
| 400 metros barreiras        | Mikael Antônio de Jesus · Brasil         | 51.77    | Fanor Escobar · Colômbia                    | 53.10    | Iago Barbosa da Cunha · Brasil          | 53.17    |
| 2.000 metros com obstáculos | Diego Arévalo · Equador                  | 6:01.67  | Nicolas Antônio Gonçalves da Silva · Brasil | 6:06.12  | Martín Oyarzo · Chile                   | 6:07.93  |
| Salto em altura             | Danilo de Souza Goulart Cardoso · Brasil | 2.09     | Jeaiver Moreno · Venezuela                  | 2.06     | Jaime Escobar · Panamá                  | 2.00     |
| Salto com vara              | Bruno Germano Spinelli · Brasil          | 5.00     | Martín Castañares · Uruguai                 | 4.45     | Carlos Humberto Amaya · Colômbia        | 4.30     |
| Salto em comprimento        | Anderson Alan Alves dos Reis · Brasil    | 7.25     | Lucas Basilio de Souza · Brasil             | 7.23     | Rafael Insuaste · Equador               | 7.11     |
| Salto triplo 2              | Vitor Matos Centeno · Brasil             | 15.03    | Allison Silveira Moni Pereira · Brasil      | 14.84    | Diego Delmónaco · Chile                 | 14.61    |
| Arremesso de peso           | Josiel Eugenio Felix de Sousa · Brasil   | 17.67    | Julián Pereira · Argentina                  | 17.67    | Luis Arley Córdoba · Colômbia           | 16.94    |
| Lançamento de disco         | José Miguel Ballivian · Chile            | 53.94    | Cleverson Pereira Oliveira · Brasil         | 53.74    | Josiel Eugenio Felix de Sousa · Brasil  | 50.68    |
| Lançamento do martelo 3     | Xavier Alexander Colmenares · Venezuela  | 69.37    | Jair Pacentchux Júnior · Brasil             | 68.03    | Roberto Montiel · Chile                 | 67.91    |
| Lançamento do dardo         | Pedro Luiz do Prado Barros · Brasil      | 68.82    | Felipe Bascuñán · Chile                     | 63.06    | Pedro Henrique Nunes Rodrigues · Brasil | 60.34    |
| Decatlo                     | Andy Preciado · Equador                  | 7007     | Sergio Pandiani · Argentina                 | 6399     | Rafael Henrique Campos Pereira · Brasil | 6303     |

1: No evento 1.500 metros, Carlos Santiago Hernández da Colômbia empatou em 3º lugar com 4:00.62 competindo como convidado.

2: No evento salto triplo, Cristian Atanay de Cuba ficou em 1º com 15.38 m Competindo como convidado.

3: No evento arremesso de martelo, Miguel Zamora de Cuba terminou em 2º com 68.94 m competindo como convidado.

### Feminino
| Evento                        | Ouro                               | Ouro     | Prata                                 | Prata    | Bronze                              | Bronze   |
| ----------------------------- | ---------------------------------- | -------- | ------------------------------------- | -------- | ----------------------------------- | -------- |
| 100 metros                    | Evelin Rivera · Colômbia           | 11.72    | Isabela Macedo Silva · Brasil         | 11.75    | Maribel Vanesa Caicedo · Equador    | 12.04    |
| 200 metros                    | Evelin Rivera · Colômbia           | 23.93    | Kelly Barona · Equador                | 24.29    | Daysiellen Atla Dias · Brasil       | 24.77    |
| 400 metros                    | Jimena Copara · Peru               | 54.83    | Natricia Hooper · Guiana              | 55.06    | Eliana Chávez · Colômbia            | 55.30    |
| 800 metros                    | Johana Patricia Arrieta · Colômbia | 2:10.64  | Ana Karolyne de Campos Silva · Brasil | 2:11.35  | Valentina Barrientos · Chile        | 2:12.20  |
| 1 500 metros                  | Valeria Cornejo · Equador          | 4:41.94  | Micaela Levaggi · Argentina           | 4:44.61  | Ruth Basilio · Peru                 | 4:46.56  |
| 3 000 metros                  | Ruth Cjuro · Peru                  | 10:01.73 | Martha Jazmín Guerrero · Colômbia     | 10:01.79 | Clara Baiocchi · Argentina          | 10:13.04 |
| 5 km marcha atlética          | Karla Jaramillo · Equador          | 23:38.83 | María Fernanda Montoya · Colômbia     | 23:47.70 | Leydi Guerra · Peru                 | 23:55.61 |
| 100 metros barreiras          | Maribel Vanesa Caicedo · Equador   | 13.49    | Clara Marín · Chile                   | 13.61    | Steffi Murillo · Peru               | 13.81    |
| 400 metros barreiras          | Clara Marín · Chile                | 1:01.21  | Ana Yenifer Cedeño · Venezuela        | 1:01.60  | Josselyn Marivel Montiel · Equador  | 1:01.64  |
| 2.000 metros com obstáculos 4 | Luz Karen Olivera · Peru           | 7:12.85  | Rina Cjuro · Peru                     | 7:14.49  | Agustina Boucherie · Argentina      | 7:18.15  |
| Salto em altura               | María Fernanda Murillo · Colômbia  | 1.78     | Camila Arrieta · Chile                | 1.78     | Catalina Ossa · Chile               | 1.72     |
| Salto com vara                | Robeilys Peinado · Venezuela       | 4.00     | Paula Andrea Arellano · Colômbia      | 3.40     | Carolina Guzmán · Chile             | 3.30     |
| Salto em comprimento          | Leticia Oro Melo · Brasil          | 6.13     | Alexa Morey · Peru                    | 6.07     | Antonia Kummerlin · Chile           | 5.90     |
| Salto triplo                  | Nhayilla Rentería · Colômbia       | 12.94    | Valeria Quispe · Bolívia              | 12.58    | Beatriz da Silva Diogo · Brasil     | 12.41    |
| Arremesso de peso             | Ginger Quintero · Equador          | 15.68    | Amanda Mera Scherer · Brasil          | 15.54    | Dayna Toledo · Chile                | 14.71    |
| Lançamento de disco           | Ailén Armada · Argentina           | 42.60    | Elizabeth Mina · Equador              | 41.92    | Catalina Bravo · Chile              | 41.74    |
| Lançamento do martelo         | María Alexandra Gaviria · Colômbia | 64.94    | Elizabeth Mina · Equador              | 63.61    | Ana Lays Bayer · Brasil             | 60.86    |
| Lançamento do dardo           | Estefany Inmary Chacón · Venezuela | 51.87    | Joana Juliana Soares · Brasil         | 47.57    | Ana Carolina Marques Pires · Brasil | 47.24    |
| Heptatlo                      | Jennifer Canchingre · Equador      | 5059     | Letícia Sumocoski da Silva · Brasil   | 4880     | Joyce Micolta · Equador             | 4813     |

4: No evento 2.000 metros com obstáculos, María Paula Guerrero da Colômbia terminou em 2º com 7:13.38 competindo como convidada.

### Misto
| Evento                 | Ouro | Ouro    | Prata                                                                                   | Prata   | Bronze                                                              | Bronze  |
| ---------------------- | --- | ------- | --------------------------------------------------------------------------------------- | ------- | ------------------------------------------------------------------- | ------- |
| 4×400 metros estafetas | Brasil · Stephanie Andreza Guimarães · Anderson Cordeiro Lima Cerqueira · Daysiellen Dias · Maykon do Nascimento | 3:27.02 | Colômbia · Johana Patricia Arrieta · Eliana Chávez · Rodrigo Lagares · Anthony Zambrano | 3:28.53 | Chile · Mónica Mendoza · Enzo Faulbaum · Clara Marín · Martín Tagle | 3:32.13 |

## Quadro de medalhas
A contagem de medalhas foi publicada.
| Ordem | País      | Medalha de ouro | Medalha de prata | Medalha de bronze | Total |
| ----- | --------- | --------------- | ---------------- | ----------------- | ----- |
| 1     | Brasil    | 12              | 13               | 9                 | 34    |
| 2     | Colômbia  | 7               | 7                | 6                 | 20    |
| 3     | Equador   | 7               | 4                | 4                 | 15    |
| 4     | Peru      | 4               | 2                | 4                 | 10    |
| 5     | Chile     | 3               | 3                | 13                | 19    |
| 6     | Venezuela | 3               | 2                | 0                 | 5     |
| 7     | Argentina | 1               | 3                | 2                 | 6     |
| 8     | Panamá    | 1               | 1                | 1                 | 3     |
| 9     | Guiana    | 1               | 1                | 0                 | 2     |
| 10    | Bolívia   | 0               | 2                | 0                 | 2     |
| 11    | Uruguai   | 0               | 1                | 0                 | 1     |

## Troféus da equipe
O Brasil conquistou os troféus da equipe em duas categorias, geral e masculino, enquanto a Colômbia conquistou a categoria feminina. 
| Posição           | Nacionalidade | Pontos |
| ----------------- | ------------- | ------ |
| Medalha de ouro   | Brasil        | 303    |
| Medalha de prata  | Colômbia      | 195    |
| Medalha de bronze | Equador       | 157    |
| 4                 | Chile         | 132    |
| 5                 | Peru          | 93     |
| 6                 | Venezuela     | 61     |
| 7                 | Argentina     | 59     |
| 8                 | Panamá        | 23     |
| 9                 | Guiana        | 16     |
| 10                | Uruguai       | 14     |
| 11                | Bolívia       | 13     |
| 12                | Paraguai      | 7      |

| Posição           | Nacionalidade | Pontos |
| ----------------- | ------------- | ------ |
| Medalha de ouro   | Brasil        | 206    |
| Medalha de prata  | Colômbia      | 88     |
| Medalha de bronze | Chile         | 67     |
| 4                 | Equador       | 55     |
| 5                 | Venezuela     | 29     |
| 6                 | Argentina     | 26     |
| 7                 | Peru          | 24     |
| 8                 | Panamá        | 20     |
| 9                 | Guiana        | 10     |
| 9                 | Uruguai       | 10     |
| 11                | Bolívia       | 7      |
| 12                | Paraguai      | 3      |

| Posição           | Nacionalidade | Pontos |
| ----------------- | ------------- | ------ |
| Medalha de ouro   | Colômbia      | 107    |
| Medalha de prata  | Equador       | 102    |
| Medalha de bronze | Brasil        | 97     |
| 4                 | Peru          | 69     |
| 5                 | Chile         | 65     |
| 6                 | Argentina     | 33     |
| 7                 | Venezuela     | 32     |
| 8                 | Bolívia       | 6      |
| 8                 | Guiana        | 6      |
| 10                | Paraguai      | 4      |
| 10                | Uruguai       | 4      |
| 12                | Panamá        | 3      |

## Participantes
De acordo com uma contagem não oficial, 337 atletas de 12 países participaram.
| - Argentina (17) - Bolívia (14) - Brasil (69) | - Chile (39) - Colômbia (66) - Equador (37) | - Guiana (3) - Panamá (9) - Paraguai (15) | - Peru (33) - Uruguai (15) - Venezuela (20) |

Além disso, 77 atletas participaram do Grande Prêmio da Juventude da América Central, 35 atletas em 12 equipes internacionais:
| - / Bonaire (2) - Ilhas Virgens Britânicas (1) - Ilhas Cayman (1) | - Colômbia (18) - Costa Rica (1) - Cuba (5) | - El Salvador (1) - Honduras (2) - Nicarágua (1) | - Paraguai (1) - Peru (1) - Porto Rico (1) |

e 42 atletas em 9 equipes locais da Colômbia :
| - Bogotá (3) - Boyacá (3) - Cauca (2) | - Cundinamarca (3) - Quindío (2) | - Risaralda (9) - San Andrés y Providencia (4) | - Santander (1) - Valle del Cauca (15) |